# Ettore Pinelli

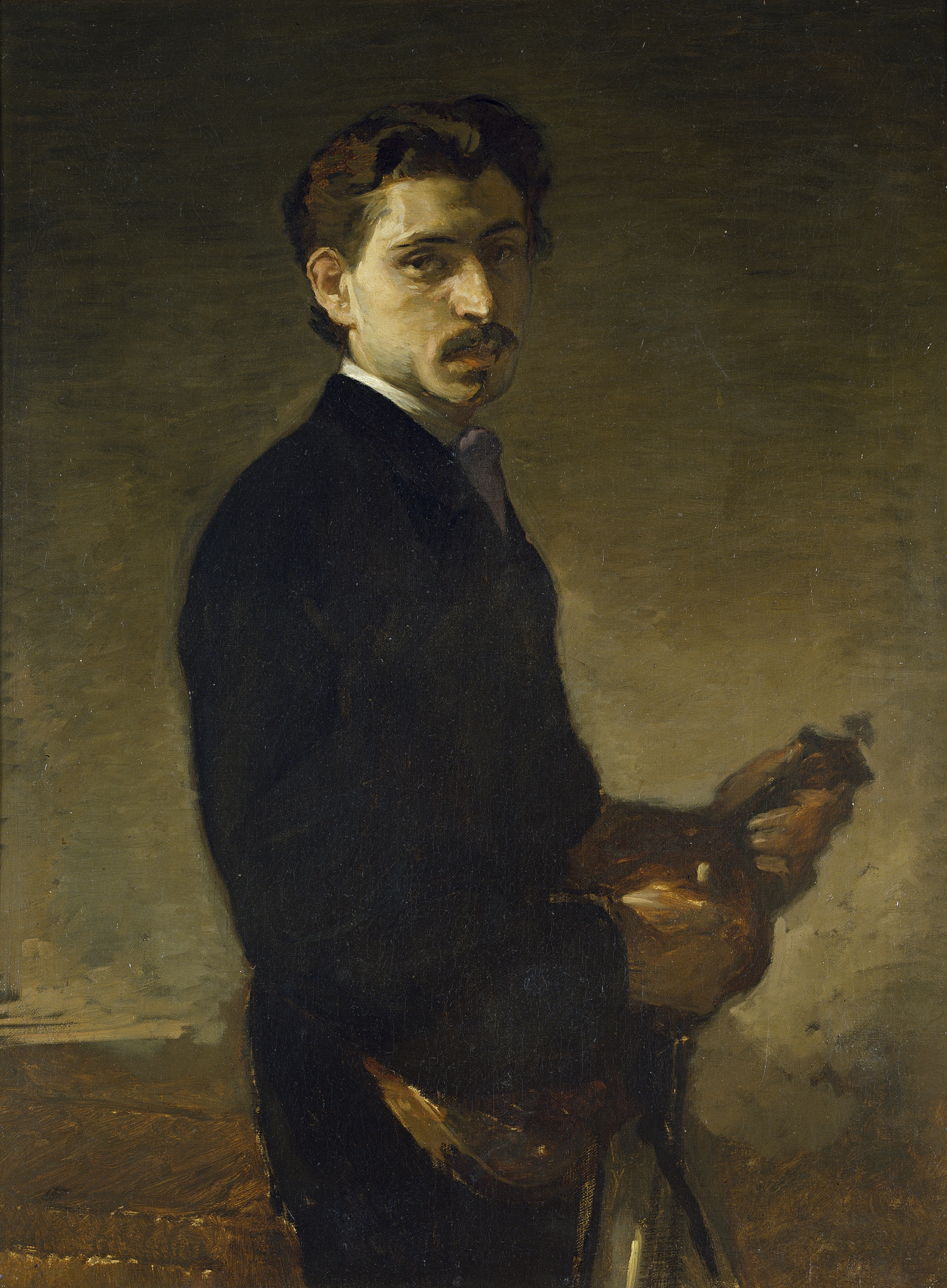
El violinista Ettore Pinelli, di Eduardo Rosales Gallinas, 1869, Madrid, Museo del Prado

Ettore Pinelli (Roma, 18 ottobre 1843 – Roma, 17 settembre 1915) è stato un violinista, direttore d'orchestra e compositore italiano.

## Biografia
Ettore Pinelli, membro di una famiglia di appassionati di musica, studiò a Roma con Tullio Ramacciotti e si perfezionò a Hannover con Joseph Joachim (1864). Tornato in patria nel 1866, fu membro del Quartetto Ramacciotti e successivamente del Quintetto della Regina Madre (Margherita di Savoia) guidato da Giovanni Sgambati assieme a Tito Monachesi, Vincenzo de Sanctis e Ferdinando Forino. Nel 1869 fondò a Roma con Sgambati una scuola di musica che negli anni successivi diede origine al liceo musicale di Santa Cecilia. Nel 1887 pubblicò la prima revisione stampata in Italia delle Sonate e Partite di Bach. 
Ebbe due fratelli, Oreste, pianista e Decio, violoncellista.
Presso la Biblioteca e Archivio musicale dell'Accademia nazionale di S. Cecilia di Roma è conservato il ‘Fondo Pinelli’. Un suo ritratto ad olio ad opera del pittore Eduardo Rosales Gallinas è conservato al Museo del Prado a Madrid.

## Allievi
Furono allievi di Ettore Pinelli: Manfredo Pelissier (*1861), Rodolfo Fredi (1861-1950),  Metaura Torricelli (1865-1893), Gioacchino Micheli (*1885), Bruto Tignani (*1887), Oscar Zuccarini (1888-1959), Lina Spera (*1894), Ernesto Roullion (*1863), Vincenzo Tommasini (*1880), Romeo Campoli.

## Composizioni e revisioni
Selezione
- Sinfonia, Ouverture, Rapsodia italiana, Marcia di nozze per orchestra
- Quartetto per archi
- Alessandro Rolla, 24 scale per violino e 24 solfeggi progressivi con accompagnamento di altro violino; nuova edizione riveduta, corretta e diteggiata da Ettore Pinelli, Milano, Ricordi, s.d.
- Arcangelo Corelli, Dodici sonate per violino e pianoforte, revisione e realizzazione del basso continuo di Ettore Pinelli, 2 Volumi, Milano, Ricordi, 1930
- Johann Sebastian Bach, Sei sonate per violino solo, Ed. riv. da E. Pinelli, per uso del Liceo musicale della R. Accademia di Santa Cecilia di Roma, Milano, Ricordi, 1886(?), rist. 1920
- Rodolfo Kreutzer, 40 studi o capricci per violino solo, ed. riveduta e diteggiata da Ettore Pinelli, Milano, Ricordi, 1886 ca.
- Bartolomeo Campagnoli, Raccolta di 101 pezzi facili e progressivi ... composti per violino con accompagnamento di altro violino, op. 20; nuova edizione riveduta, corretta e diteggiata da Ettore Pinelli, Milano, Ricordi, [1900].
- Bartolomeo Campagnoli-Ettore Pinelli, Metodo della meccanica progressiva per suonare il violino : diviso in quattro parti e distribuito in 132 lezioni progressive per due violini e 118 studi per un sol violino, preceduto dalle regole e dall'applicazione delle lezioni e studi per servire di lume agli allievi e dilettanti, op. 21, Milano, G. Ricordi, G. & C., 1918
- Violino secondo d'accompagnamento per i Capricci di Paganini, ms. datato 28 giugno 1900, Biblioteca della Reggia Accademia di Santa Cecilia, Roma